# Epistulae morales ad Lucilium

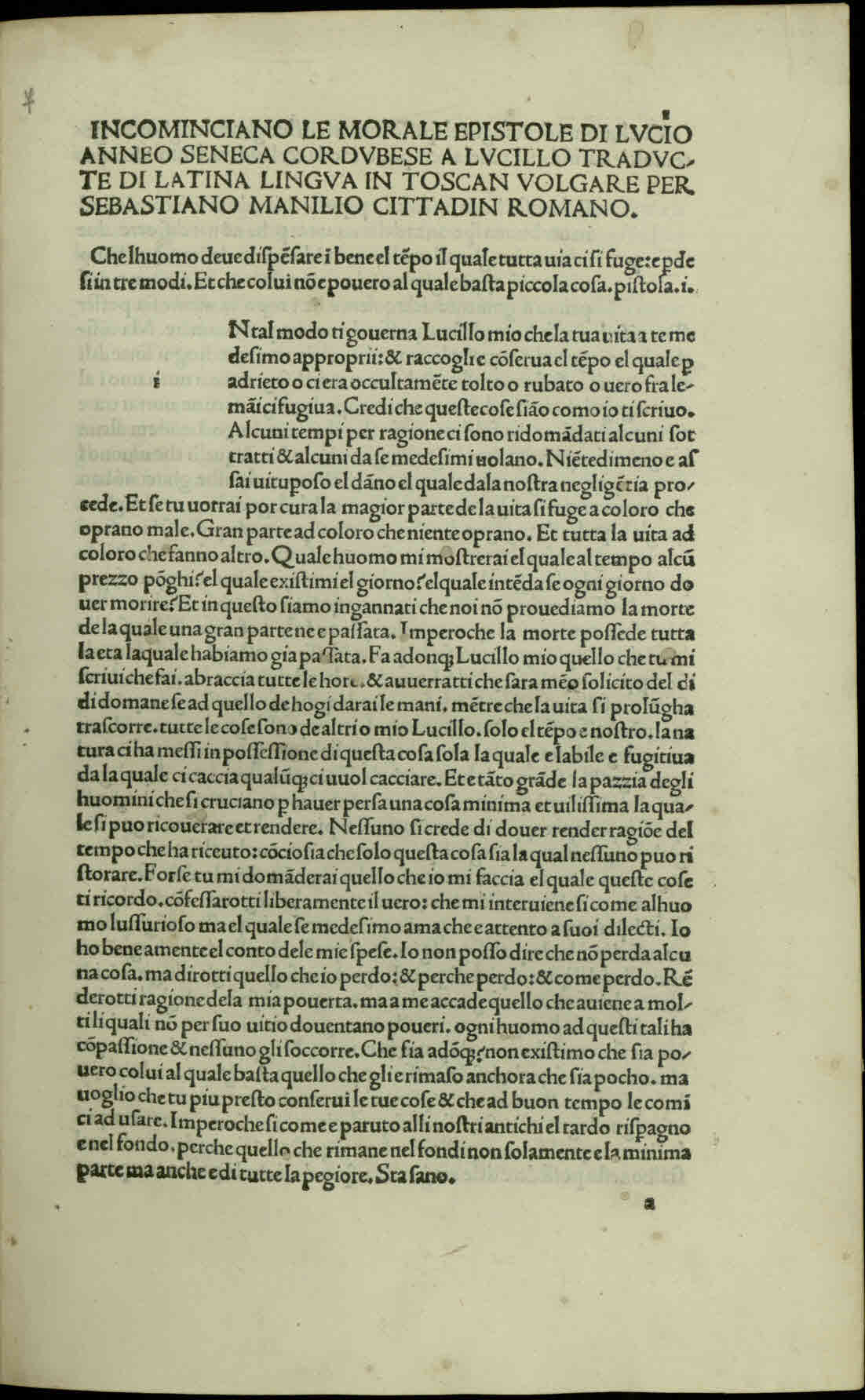
Epistolae ad Lucilium, 1494

Epistulae morales ad Lucilium ou Epístolas de Sêneca, é uma coleção de 124 cartas escritas por Sêneca no final da sua vida. São endereçadas a Lucílio, o então Governador Romano da Sicília, conhecido apenas pelos escritos de Sêneca. 
No Final de 2017 foram lançados três volumes da nova tradução das 124 cartas pela Montecristo Editora. O conteúdo está sendo  disponibilizado publicamente pelo site O Estoico.
Há ainda duas versões reduzidas dessa coletânea — uma feita pela editora brasileira L&PM Editores — intitulada de Aprendendo a Viver, contendo uma seleção de 29 cartas das 124 escritas a Lucílio e outra pela editora Vozes com 21 cartas intitulada "Edificar-se para a morte: Das Cartas morais de Lucílio". 

## Conteúdo
As cartas começam todas com a frase "Seneca Lucilio suo salutem" ("Sêneca saúda o seu Lucilius") e terminam com a palavra "Vale" ("Adeus"). Nestas cartas, Sêneca dá a Lucílio dicas sobre como se tornar um estoico mais devoto. Algumas das cartas incluem temas como "Sobre o Ruído", outras sobre "as influências das massas" e sobre "como lidar com os escravos". Apesar de lidarem com a forma eclética de filosofia estoica de Sêneca, também nos dão valiosas visões sobre o dia-a-dia da Roma Antiga.
Sêneca foi simultaneamente dramaturgo de sucesso, uma das pessoas mais ricas de Roma, estadista famoso e conselheiro do imperador. Sêneca teve que negociar, persuadir e planejar seu caminho pela vida. Ao invés de filosofar da segurança da cátedra de uma universidade, ele teve que lidar constantemente com pessoas não cooperativas e poderosas e enfrentar o desastre, o exílio, a saúde frágil e a condenação à morte tanto por Calígula como por Nero. Sêneca correu riscos e teve grandes feitos.
Sua principal filosofia, o estoicismo, pode ser encarada como um sistema para prosperar em ambientes de alto estresse. Em seu núcleo, ensina como separar o que você pode controlar do que não pode e nos treina para se concentrar exclusivamente no primeiro. As cartas de Sêneca podem ser interpretadas como um guia prático para frugalidade e como contentar-se com o suficiente. A prática do estoicismo torna você menos emocionalmente reativo, mais consciente do presente e mais resiliente. À medida que você navega na vida, esse tipo de treinamento de força mental também facilita as decisões difíceis, seja desistir de um emprego, fundar uma empresa, convidar alguém para sair, terminar um relacionamento ou qualquer outra coisa.
A filosofia de Sêneca aborda a busca da felicidade, a preparação para a morte, as desilusões, a amizade e levanta uma das principais questões humanas: como conjugar qualidade de vida e tempo escasso. Leitores do século XXI serão surpreendidos por lições como: "A duração de minha vida não depende de mim. O que depende é que não percorra de forma pouco nobre as fases dessa vida; devo governá-la, e não por ela ser levado"; "Pobre não é o homem que tem pouco, mas o homem que anseia por mais. Qual é o limite adequado para a riqueza? É, primeiro, ter o que é necessário, e, segundo, ter o que é suficiente" Ou ainda: "Não deixemos nada para mais tarde. Acertemos nossas contas com a vida dia após dia".

## 
1. ↑  Sêneca; Vieira (2017). Cartas de um Estoico, Volume I. São Paulo: Montecristo Editora. ASIN B07899SZBN. ISBN 9781619651197
2. 1 2  O estoico